# Eiichi Sakai
Eiichi Sakai (jap. 堺 栄一, Sakai Eiichi; * 1939) ist ein japanischer Badmintonspieler. 

## Karriere
Eiichi Sakai gewann 1964 die Canadian Open im Herrendoppel mit Eiichi Nagai. Von 1964 bis 1972 war er national sechs Mal bei den japanischen Titelkämpfen erfolgreich. Bei den Asienspielen 1966 gewann er Bronze mit dem japanischen Herrenteam. 1973 veröffentlichte er mit Badminton: Katsu tame no Himitsu (バドミントン: 勝つための秘訣) eines der ersten japanischsprachigen Bücher zum Thema Badminton.

## Sportliche Erfolge
| Saison | Veranstaltung                | Disziplin    | Platz | Name                            |
| ------ | ---------------------------- | ------------ | ----- | ------------------------------- |
| 1964   | Canadian Open                | Herrendoppel | 1     | Eiichi Nagai / Eiichi Sakai     |
| 1964   | Japan: Einzelmeisterschaften | Herrendoppel | 1     | Takeshi Miyanaga / Eiichi Sakai |
| 1965   | Japan: Einzelmeisterschaften | Herrendoppel | 1     | Takeshi Miyanaga / Eiichi Sakai |
| 1966   | Japan: Einzelmeisterschaften | Herrendoppel | 1     | Takeshi Miyanaga / Eiichi Sakai |
| 1966   | Asienspiele                  | Herrenteam   | 3     | Japan                           |
| 1970   | Japan: Einzelmeisterschaften | Mixed        | 1     | Eiichi Sakai / Hiroe Amano      |
| 1970   | Japan: Einzelmeisterschaften | Herrendoppel | 1     | Shōichi Toganoo / Eiichi Sakai  |
| 1971   | Japan: Einzelmeisterschaften | Mixed        | 1     | Eiichi Sakai / Hiroe Amano      |
| 1972   | Japan: Einzelmeisterschaften | Mixed        | 1     | Eiichi Sakai / Hiroe Amano      |